# Tomasz Zan (żołnierz)

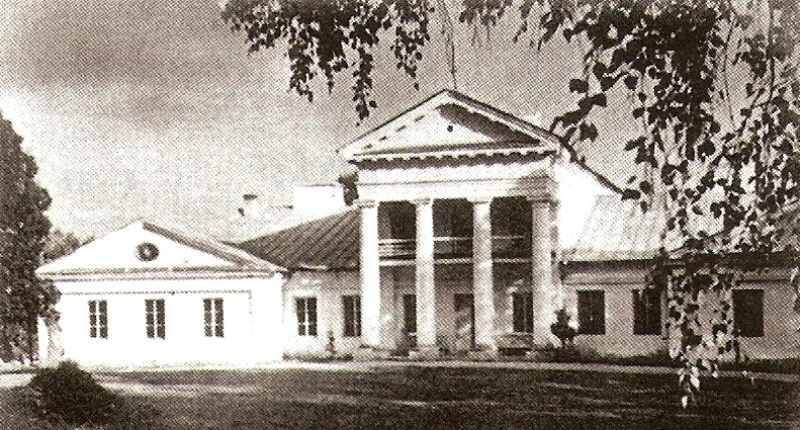
Pałac w Duksztach, miejsce urodzenia Tomasza Zana, lata międzywojenne

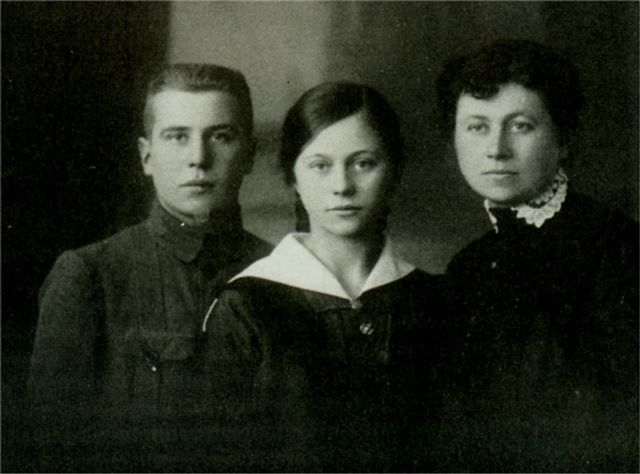
Młody Tomasz Zan z siostrą Heleną i matką Teresą Dowgiałło

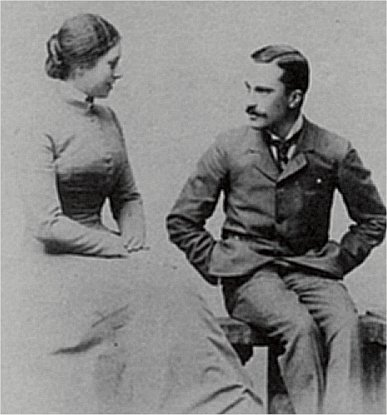
Rodzice Tomasza Zana: Tomasz Zan i Teresa Dowgiałło

Tomasz Bronisław Zan, pseudonim „Tomasz”, „Oleś”, „Sęk”, „Michał”, „Gajowy”, „Borek” (ur. 21 września 1902 w Duksztach, zm. 11 maja 1989 w Warszawie), polski inżynier rolnik, żołnierz Armii Krajowej, kawaler Krzyża Srebrnego Orderu Virtuti Militari.

## Życiorys
Prawnuk Tomasza Zana – „Promienistego”. Syn Tomasza Zana (1876–1950) i Teresy Dowgiałło (1884–1945), brat Heleny Stankiewicz (1904–1996). Ostatni potomek w linii męskiej rodu Zanów. 
W 1913 roku wstąpił do drużyny skautów założonej przez Andrzeja Małkowskiego w szkole księdza J. Gralewskiego w Starej Wsi koło Warszawy. 
Był ochotnikiem w 3 Dywizji pod dowództwem gen. Wacława Iwaszkiewicza w korpusie gen. Józefa Dowbor-Muśnickiego. Walczył w obronie Wilna w 1918. W Suwałkach w 1919 wstąpił do Polskiej Organizacji Wojskowej. Brał udział w walkach dywersyjnych w rejonie Sejn. Po zdaniu matury w 1920 został przydzielony do I baterii 8 pułku artylerii polowej w brygadzie gen. Stefana Pasławskiego. Następnie został internowany przez Litwinów po przekroczeniu Niemna. Uciekł z obozu internowania w Kozłowej Rudzie i przez Kłajpedę, Gdańsk dostał się do Warszawy. W lipcu 1920 wstąpił jako ochotnik do 211 pułku ułanów pod dowództwem rotmistrza Jerzego Dąbrowskiego. Dowodził plutonem w szwadronie por. A. Sztejnige. Dwukrotnie ranny w czasie wojny polsko-bolszewickiej. 
Zwolniony z wojska w 1922, studiował na Uniwersytecie im. Stefana Batorego w Wilnie i na Uniwersytecie w Poznaniu, gdzie w 1926 r. otrzymał dyplom inżyniera rolnika. Od 1925 r. oficer rezerwy w 4 pułku Ułanów Zaniemeńskich. 
23 marca 1939 powołany do wojska jako porucznik rezerwy w DOK nr III w Grodnie, od sierpnia 1939 – rotmistrz. Kampanię wrześniową odbył na froncie Osowiec–Wizna. Po wkroczeniu Armii Czerwonej w Kownie, gdzie pozostał jako oficer dyspozycyjny wywiadu wojskowego na kraje bałtyckie. Współorganizował siatkę wywiadu pod kryptonimem „Wierzba”. Od grudnia 1939 należał do Związku Walki Zbrojnej. Aresztowany przez policję litewską trafił do obozu koncentracyjnego w Drymitriawie, skąd zwolniono go przed aneksją Litwy przez Związek Socjalistycznych Republik Radzieckich. W lipcu 1941 przedostał się do Warszawy gdzie powołano go przez Komendę Główną ZWZ-AK na szefa Ośrodka II północno–wschodniego wywiadu ofensywnego. Od sierpnia 1942 był szefem oddziału dyspozycyjnego KG AK w Kedywie, pod kryptonimem „Sęk–Motor”. Od lipca 1943 został szefem STARTU – III (zaopatrzenie oddziałów AK w Okręgu „Nów” i 19 Dywizji AK w Nowogródzkiem). 3 września 1943 awansował do stopnia majora. W okresie Akcji „Burza” był szefem sztabu 30 Poleskiej Dywizji Piechoty AK. Internowany przez Armię Czerwoną 18 sierpnia 1944 został wywieziony do Riazania. W lutym 1946 powrócił do Polski. 
W 1951 aresztowany przez Urząd Bezpieczeństwa, więziony m.in. przez trzy lata śledztwa w areszcie przy ul. Rakowieckiej w Warszawie.

## Życie prywatne
18 sierpnia 1931 r. poślubił Alinę zd.  Kaszuba (1908-2006), mieli trzy córki: Teresę, Małgorzatę i Monikę oraz syna Tomasza, który zmarł zaraz po urodzeniu.

## Wspomnienia
Tuż po jego śmierci ukazała się książka, stanowiąca zapis rozmów Wojciecha Wiśniewskiego z Tomaszem Zanem; Nagroda im. Stanisława Konarskiego za najlepszą książkę 1989 roku, przyznana przez Stowarzyszenie Dziennikarzy Polskich). Dwa lata później ukazała się część II – „wywiad-rzeka” z jego siostrą, Heleną z Zanów Stankiewiczową, której wydanie drugie ukazało się w roku 2003.

## Otrzymane odznaczenia
- Krzyż Srebrny Orderu Virtuti Militari – 11 sierpnia 1944[5]
- Krzyż Niepodległości z Mieczami za POW 1918/1919 – w 1930[5]
- Złoty Krzyż Zasługi z Mieczami za Okręg „Nów” 1944[5]
- Srebrny Krzyż Zasługi z Mieczami za START-III – 1944[potrzebny przypis]
- Krzyż Walecznych – trzykrotnie za POW-Suwałki, POW-Kowno, 211 Pułk Ułanów[5]
- Krzyż Walecznych (czterokrotnie) za ZWZ-AK 1940–1944[potrzebny przypis]
- ponadto inne odznaczenia polskie i zagraniczne.